# فاندا متسلقة
فاندا متسلقة (الاسم العلمي:Vanda scandens) هي نوع من النباتات تتبع جنس الفاندا من الفصيلة السحلبية.